# Mucoraceae
Le Mucoraceae Dumort., 1822 sono una famiglia di fungi dell'ordine Mucorales caratterizzati dal tallo non segmentato o ramificato.
Fra i generi patogeni vi sono Absidia, Apophysomyces, Mucor, Rhizomucor e Rhizopus.
Secondo una valutazione del 2008, la famiglia include 25 generi e 129 specie.

## Lista dei generi di Mucoraceae
- Absidia
- Actinomucor
- Apophysomyces
- Backusella
- Benjaminiella
- Chaetocladium
- Circinella
- Cokeromyces
- Dicranophora
- Ellisomyces
- Helicostylum
- Hyphomucor
- Kirkomyces
- Mucor
- Parasitella
- Pilaira
- Pilophora
- Pirella
- Rhizomucor
- Rhizopodopsis
- Rhizopus
- Sporodiniella
- Syzygites
- Thamnidium
- Thermomucor
- Zygorhynchus